# Коррадо, Фрэнк
Фрэнк Корра́до (англ. Frank Corrado; 26 марта 1993, Торонто, Канада) — профессиональный канадский хоккеист, защитник. 

## Игровая карьера
В 2009 году Коррадо был выбран на драфте ОХЛ во втором раунде под общим 25 номером клубом «Садбери Вулвз». За «Садбери» Коррадо провёл четыре сезона, в последнем из которых он был капитаном команды.
В 2011 году «Ванкувер Кэнакс» выбрал Коррадо на драфте НХЛ в пятом раунде под общим 150 номером. 23 сентября 2011 года «Ванкувер» подписал с Коррадо контракт новичка. В сезоне 2011/12 Коррадо дебютировал на профессиональном уровне, сыграв 4 матча в АХЛ за «Чикаго Вулвз».
За «Ванкувер» Коррадо дебютировал 22 апреля 2013 года в матче против «Чикаго Блэкхокс». Всего в сезоне 2012/13 он сыграл три матча в регулярном чемпионате и четыре — в плей-офф.
8 июля 2015 года Коррадо подписал с «Ванкувером» контракт на один год.
6 октября 2015 года «Ванкувер» выставил Коррадо на драфт отказов, откуда его забрал «Торонто Мейпл Лифс».
25 июля 2016 года Коррадо подписал с «Торонто» контракт на один год.
1 марта 2017 года  «Торонто» обменял Коррадо в «Питтсбург Пингвинз» на нападающего Эрика Фера, защитника Стива Олекси и право выбора в четвёртом раунде драфта 2017 года.
2 июля 2017 года Коррадо продлил контракт с «Питтсбургом» на один год.